# Trần Uy Toàn
Trần Uy Toàn (tiếng Trung: 陳威全; sinh ngày 29 tháng 8 năm 1992) là một cầu thủ bóng đá người Đài Loan hiện tại thi đấu ở vị trí hậu vệ cho đội tuyển quốc gia và Tatung.